# Torino Film Festival 2022
La 40ª edizione del Torino Film Festival (40TFF) si è svolta a Torino dal 25 novembre al 3 dicembre 2022, diretta per la quinta volta (vent’anni dopo la quarta) da Steve Della Casa.
L'8 novembre, una conferenza stampa presso il Cinema Quattro Fontane di Roma ha presentato il programma dell'edizione.
L'attrice italiana Pilar Fogliati è stata la madrina della cerimonia di apertura nel Teatro Regio (trasmessa in diretta su Hollywood Party di Rai Radio 3, e resa poi disponibile su RaiPlay Sound) alla presenza di Malcolm McDowell, Noemi, Vincenzo Mollica, Samuel, John Vignola, David Grieco e, collegato via Skype, Francesco De Gregori. Ospiti anche Stefano Lo Russo, Alberto Cirio, Gigi Marzullo e Piero Chiambretti.
L’immagine-locandina di questa edizione, appositamente creata da Ugo Nespolo (dal 2011 al 2014 presidente del Museo Nazionale del Cinema), raffigura il numero 40 riempito nelle singole due cifre da una selezione di soggetti cinematografici di culto, rielaborati con un’estetica pop/fumettistica su sfondo rosso: sono presenti la scena del taglio dell’occhio di Un chien andalou, il sommergibile di Yellow Submarine, Sean Connery nei panni di James Bond, Marilyn Monroe in Quando la moglie è in vacanza, la scena della vespa di Vacanze romane, Beatrix Kiddo, i Blues Brothers, Alex DeLarge, E.T. l’extra-terrestre, Totò.
L’edizione, che segna il completo ritorno in sala del pubblico dopo due anni (2020 e 2021) di restrizioni sanitarie dovute alla pandemia di CoViD-19, ha ricevuto il contributo della Direzione Generale Cinema e Audiovisivo, della Fondazione Compagnia di San Paolo, della Fondazione CRT, del Gruppo Torinese Trasporti, dell'Associazione Museo Nazionale del Cinema, la partnership di Rai, Teatro Regio Torino, cdp, Università degli Studi di Torino, Politecnico di Torino, Gallerie d’Italia (Torino), Intesa Sanpaolo, Torino Film Industry, Film Commission Torino Piemonte, IED, Iren, Martini & Rossi, Peyrano Torino, [TO]Bike, SMAT, e la sponsorizzazione di Intesa Sanpaolo, Eataly, e I WonderFull (I Wonder Pictures). Un messaggio di augurio è giunto ad Enzo Ghigo (presidente del Museo Nazionale del Cinema) e Steve Della Casa da parte del Presidente della Repubblica Italiana, Sergio Mattarella.
Masterclass sono state tenute da Malcolm McDowell, Paola Cortellesi, Toni Servillo, Paolo Sorrentino, Mario Martone, Noemi, Pilar Fogliati, Giovanni Veronesi. Incontri hanno avuto luogo anche con Antonio Bido ed Emanuele Taglietti ("Schermi eretici"), Carlos Vermut.

## Giurie

### Concorso internazionale lungometraggi
- Nella Banfi, produttrice, sceneggiatrice (Italia/Francia)
- Fabio Ferzetti, critico cinematografico (Italia)
- Mike Kaplan, produttore (USA)
- Fernando E. Juan Lima, presidente Festival Internacional de Cine de Mar del Plata (Argentina)
- Martina Parenti, regista (Italia)[23]

### Concorso documentari internazionali
- Massimo D’Anolfi, regista (Italia)
- Uljana Kim, produttrice (Lituania)
- Miguel Valverde, produttore (Portogallo)

### Concorso documentari italiani
- Chiara Bellosi, regista (Italia)
- Alessandro Rossetto, regista (Italia)
- Dario Zonta, produttore, critico cinematografico (Italia)

### Crazies | Concorso
- Lamberto Bava, regista, produttore (Italia)
- Silvia Pezzopane, critica cinematografica (Italia)
- Carlos Vermut, regista (Spagna)[24]

## Sezioni

### Concorso internazionale lungometraggi
(opere prime, seconde, o terze)
- Falcon Lake, regia di Charlotte Le Bon (Francia, Canada)
- Il giuramento di Pamfir (Pamfir), regia di Dmytro Sukholytkyy-Sobchuk (Ucraina, Francia, Polonia)
- Kristina, regia di Nikola Spasic (Serbia)
- La hija de todas las rabias, regia di Laura Baumeister (Nicaragua, Messico)
- La lunga corsa, regia di Andrea Magnani (Italia, Ucraina)
- Man and Dog, regia di Stefan Constantinescu (Romania, Bulgaria)
- Nagisa, regia di Takeshi Kogahara (Giappone)
- Palm Trees and Power Lines, regia di Jamie Dack (Stati Uniti d’America)
- La piedad, regia di Eduardo Casanova (Spagna, Argentina)
- Rodeo, regia di Lola Quivoron (Francia)
- Unrest, regia di Cyril Schäublin (Svizzera)
- War Pony, regia di Riley Keough, Gina Gammell (Stati Uniti d’America)

### Concorso documentari internazionali
- Corsini interpreta a Blomberg y Maciel, regia di Mariano Llinás (Argentina)
- Dry Ground Burning, regia di Adirley Queirós, Joana Pimenta (Brasile, Portogallo)
- Elsewhere Starts Here and It’s All Happening, regia di Darik Janik (Australia)
- Octopus, regia di Karim Kassem (Libano, Stati Uniti d’America)
- Parkland of Decay and Fantasy, regia di Chenliang Zhu (Cina)
- Riotsville, USA, regia di Sierra Pettengill (Stati Uniti d’America)
- Silver Bird and Rainbow Fish, regia di Lei Lei (Stati Uniti d’America, Olanda)
- Where Is This Street? Or with No Before and After, regia di João Pedro Rodrigues e João Rui Guerra da Mata (Portogallo, Francia)

### Concorso documentari italiani
- Cinque uomini, un diario al di là della scena, regia di Cosimo Terlizzi (Svizzera, Italia)
- Corpo dei giorni, regia di Santabelva (Italia)
- Dove vanno i vecchi dei che il mondo ignora?, regia di Giuseppe Spina e Giulia Mazzone (Italia)
- Foga dei passi – Cinemavita, regia di Francis Magnenot, Katia Viscogliosi (Italia, Francia)
- N’en parlons plus, regia di Cecile Khindria, Vittorio Moroni (Francia, Italia)
- Sulle vie dell’inferno, regia di Mimmo Cuticchio (Italia)
- Svegliami a mezzanotte, regia di Francesco Patierno (Italia)
- Vita terrena di Amleto Marco Belelli, regia di Luca Ferri (Italia)

### Documentari italiani | Fuori Concorso
- La generazione perduta, regia di Marco Turco (Italia)
- Una giornata nell’Archivio Piero Bottoni, regia di Massimo D’Anolfi, Martina Parenti (Italia)
- Post-prod, regia di Lorenzo Casali (Italia)
- Parlate a bassa voce, regia di Esmeralda Calabria (Italia)

### Fuori Concorso
- L'Amitié, regia di Alain Cavalier (Francia)
- Anche io (She Said), regia di Maria Schrader (Stati Uniti d’America)
- The Bad Guy, regia di Giancarlo Fontana e Giuseppe G. Stasi (Italia) - serie di Amazon
- Il Cristo in gola, regia di Antonio Rezza (Italia)
- Dalíland, regia di Mary Harron (Stati Uniti d’America, Francia, Regno Unito)
- Empire of Light, regia di Sam Mendes (Regno Unito, Stati Uniti d’America)
- EO, regia di Jerzy Skolimowski (Polonia, Italia)
- Fairytale - Una fiaba (Fairytale), regia di Aleksandr Sokurov (Russia, Belgio)
- The Fire Within: A Requiem for Katia and Maurice Krafft, regia di Werner Herzog (Regno Unito, Svizzera)
- Fumare fa tossire (Fumer fait tousser), regia di Quentin Dupieux (Francia)
- Godland - Nella terra di Dio (Godland), regia di Hlynur Pálmason (Danimarca, Islanda, Francia, Svezia)
- Illyricvm, regia di Simon Bogocević Narath (Croazia, Slovenia)
- Manodopera (Interdit aux chiens et aux Italiens), regia di Alain Ughetto (Italia, Francia, Svizzera)
- Nocebo, regia di Lorcan Finnegan (Stati Uniti d’America, Irlanda, Filippine)
- Il nostro generale, regia di Lucio Pellegrini e Andrea Jublin (Italia)
- L'innamorato, l'arabo e la passeggiatrice (Viens Je t'emmène), regia di Alain Guiraudie (Francia)
- Luck, Trust & Ketchup, regia di Mike Kaplan (Stati Uniti d’America) – 1993
- Orlando, regia di Daniele Vicari (Italia)
- Pequeña flor, regia di Santiago Mitre (Francia, Argentina, Belgio, Spagna)
- Perfetta illusione, regia di Pappi Corsicato (Italia)
- Pinball – The Man Who Saved the Game, regia di Austin Bragg, Meredith Bragg (Stati Uniti d’America)
- Plan 75, regia di Chie Hayakawa (Giappone, Francia, Filippine)
- Project Wolf Hunting, regia di Hongsun Kim (Corea del Sud)
- Ritorno a Seoul (Retour à Séoul), regia di Davy Chou (Francia, Germania, Belgio)
- The Stranger, regia di Thomas M. Wright (Australia)
- A Tale of Filipino Violence, regia di Lav Diaz (Filippine)
- Tout fout le camp, regia di Sébastien Betbeder (Francia)
- The Sharpest Girl in Town, regia di Mike Kaplan (Stati Uniti d’America) – 1999
- Winter Boy - Le Lycéen (Le Lycéen), regia di Christophe Honoré (Francia)

### Fuori concorso | Personale Carlos Vermut
(filmografia di Carlos Vermut)
- Mantícora, regia di Carlos Vermut (Spagna)
- Chi canterà per te? (Quién te cantará), regia di Carlos Vermut (Spagna, Francia)
- Magical Girl, regia di Carlos Vermut (Spagna, Francia)
- Diamond Flash, regia di Carlos Vermut (Spagna)

### Fuori concorso | Favolacce
- La caccia, regia di Marco Bocci (Italia)
- Ipersonnia, regia di Alberto Mascia (Italia)
- I pionieri, regia di Luca Scivoletto (Italia)
- I sogni abitano gli alberi, regia di Marco Della Fonte (Regno Unito)

### Fuori concorso | Ritratti e paesaggi
- The Beat Bomb, regia di Ferdinando Vicentini Orgnani (Italia, Argentina)
- La bella stagione, regia di Marco Ponti (Italia)
- Marco inedito: dagli ultimi cento giorni di Marco Pannella, regia di Simona Ventura (Italia)
- Il Modernissimo di Bologna, regia di Giuseppe Schillaci (Italia, Francia)
- Napoli magica, regia di Marco D’Amore (Italia)
- Noi ce la siamo cavata, regia di Giuseppe Marco Albano (Italia)
- Parlami d’amore, regia di Adelmo Togliani, Daniele Di Biasio (Italia)
- Pier Paolo Pasolini - Una visione nuova, regia di Giancarlo Scarchilli (Italia)
- Redenzione, regia di Maria Martinelli (Italia)
- Rosa – Il canto delle sirene, regia di Isabella Ragonese (Italia)
- Il sorriso di san Giovanni, regia di Ruggero Cappuccio e Nadia Baldi (Italia)
- Il tocco di Piero, regia di Massimo Martella (Italia)
- Tra noi e la rabbia, regia di Gianni Ubaldo Canale (Italia)
- Vittorio – In un tempo fuori dal tempo, regia di Elisabetta Sgarbi e Betty Wrong (Italia)

### Fuori concorso | Dei conflitti e delle idee
- Comunisti, regia di Davide Crudetti (Italia)
- Ok boomer, regia di Andrea Gropplero di Troppenburg e Gianfranco Pannone (Italia)
- La giunta, regia di Alessandro Scippa (Italia)
- L’irriducibile, regia di Morgan Menegazzo, Mariachiara Pernisa (Italia)
- Lotta continua, regia di Tony Saccucci (Italia)
- La scelta, regia di Carlo Augusto Bachschmidt (Italia)

### Fuori concorso | Torinofilmlab
- O acidente, regia di Bruno Carboni (Brasile)
- Runner, regia di Marian Mathias (Stati Uniti d’America, Francia, Germania)
- Un varón, regia di Fabián Hernández (Colombia, Francia, Olanda, Germania)
- The Woodcutter Story, regia di Mikko Myllylahti (Finlandia, Danimarca, Olanda, Germania)

### Fuori concorso | Fedeli alla linea
- Dentro alle cose, regia di Michele Sambin (Italia)
- Cinque stanze, regia di Bruno Bigoni (Italia)
- Cipria, regia di Giovanni Piperno (Italia)
- Universi circoscritti 2, regia di Tonino De Bernardi (Italia)
- La sconfitta agli scacchi, regia di Marco Bertolotti (Italia)

### Nuovi mondi
- 7h15 – Merle noir, regia di Judith Auffray (Francia)
- Le mur des morts, regia di Eugène Green (Francia)
- Aftersun, regia di Lluís Galter (Spagna)
- Coma, regia di Bertrand Bonello (Francia)
- The Fifth Thoracic Vertebra, regia di Syeyoung Park (Corea del Sud)
- Frágil, regia di Pedro Henrique (Portogallo) - ritirato per volere del regista (comunicazione il quinto giorno da parte del festival)[25][26]
- Lilith, regia di Bruno Safadi (Brasile)
- La memoria del mondo, regia di Mirko Locatelli (Italia)
- Our Lady of the Chinese Shop, regia di Ery Claver (Angola)
- Pacifiction - Un mondo sommerso (Pacifiction), regia di Albert Serra (Francia, Spagna, Germania, Portogallo)
- The Plains, regia di David Easteal (Australia)
- Tamano Visual Poetry Collection: Nagisa’s Bicycle, regia di Tetsuichiro Tsuta (Giappone)
- O trio em mi bemol, regia di Rita Azevedo Gomes (Portogallo, Spagna)

### Crazies | Concorso
- Family Dinner, regia di Peter Hengl (Austria)
- Huesera, regia di Michelle Garza Cervera (Perù, Messico)
- Pantafa, regia di Emanuele Scaringi (Italia, Argentina)
- Pensive, regia di Jonas Trukanas (Lituania)
- Urban Myths, regia di Won-ki Hong (Corea del Sud)
- Viejos, regia di Raúl Cerezo e Fernando González Gómez (Spagna)

### Crazies | Fuori Concorso
- A Praga, regia di José Mojica Marins (Brasile)
- Presencias, regia di Luis Mandoki (Messico)
- Venus, regia di Jaume Balagueró (Stati Uniti d’America, Spagna)[27][28]

## Premi

### Premi ufficiali

#### Concorso lungometraggi internazionali
- Miglior film: Palm Trees and Power Lines, regia di Jamie Dack (Stati Uniti d’America)
- Premio Speciale della Giuria: Rodeo, regia di Lola Quivoron (Francia)
- Miglior attrice: Julie Ledrou per Rodeo di Lola Quivoron (Francia)
- Miglior attore: Jojo Bapteise Whiting e LaDainian Crazy Thunder per War Pony di Riley Keough e Gina Gammell (Stati Uniti d'America)
- Miglior sceneggiatura: Jamie Dack e Audrey Findlay per Palm Trees and Power Lines di Jamie Dack (Stati Uniti d'America)
- Menzione speciale: Nagisa, regia di Takeshi Kogahara (Giappone) - "Per la ricchezza e l'originalità del suo linguaggio"

#### Concorso documentari internazionali
- Miglior film (IWonderFull): Riotsville, USA, regia di Sierra Pettengill (Stati Uniti d’America)
- Premio Speciale della Giuria: Where Is This Street? Or with No Before and After, regia di João Pedro Rodrigues e João Rui Guerra da Mata (Portogallo, Francia)
- Menzione a: Corsini interpreta a Blomberg y Maciel, regia di Mariano Llinás (Argentina); Elsewhere Starts Here and It’s All Happening, regia di Darik Janik (Australia)

La giuria informa che i premi sono stati assegnati all'unanimità.

#### Concorso documentari italiani
- Miglior film: Corpo dei giorni, regia di Santabelva (Italia)
- Premio Speciale della Giuria: N’en parlons plus, regia di Cecile Khindria, Vittorio Moroni (Francia, Italia)

#### Crazies | Concorso
- Miglior film: Huesera, regia di Michelle Garza Cervera (Perù, Messico) - "Per l’inedito e disturbante racconto del (e sul) corpo femminile in una narrazione orrorifica dalla vibrazioni oniriche, con una protagonista che ne restituisce ombre e controsensi"
- Menzione a: Greta Santi, "per la sua interpretazione spontanea e accattivante, che veicola grande emotività ed intelligenza nell’affrontare le sfumature psicologiche del suo personaggio in Pantafa"

### Premi collaterali
- Premio Rai Cinema Channel: Old Tricks, regia di Edoardo Pasquini e Viktor Ivanov; "Per l’eccellente capacità di mettere in scena, in una manciata di minuti, una storia piena di divertente ironia, in cui un nonno e una nonna, durante l’isolamento da covid, ammazzano un sentimento molto pericoloso, la noia. Ma in una maniera altrettanto pericolosa."
- Premio Achille Valdata: (giuria lettori di TorinoSette al miglior lungometraggio): Il giuramento di Pamfir, regia di Dmytro Sukholytkyy-Sobchuk (Ucraina, Francia, Polonia) - "Per la qualità della regia, la bellezza dei piani sequenza e attori perfettamente aderenti a un microcosmo familiare allegoria di una storia universale"
- Premio Scuola Holden (migliore sceneggiatura): War Pony, regia di Riley Keough, Gina Gammell (Stati Uniti d’America) - "Per la naturalezza e l’originalità̀ con cui racconta il contesto dei nativi americani nelle riserve contemporanee. Per l’equilibrio nella gestione delle due linee narrative. Per la coerenza del linguaggio e dello sviluppo dei personaggi. Per l’uso efficace e mai eccessivo del simbolismo." ; Menzione speciale a Rodeo di Lola Quivoron (Francia).
- Premio Occhiali di Gandhi: Manodopera, regia di Alain Ughetto (Italia, Francia, Svizzera) - "Attraverso uno sguardo personale e intimo, il film denuncia le violenze che generazioni di italiani hanno vissuto: lo sfruttamento economico, la guerra, la tracotanza fascista, il patriarcato; e suggerisce di guardare al presente che ci ripropone le stesse dinamiche. La costruzione del racconto con le figure d’argilla permette inoltre allo spettatore di non soccombere emotivamente al dolore di quelle vicende." ; Menzione speciale a Rosa – Il canto delle sirene di Isabella Ragonese (Italia) - "Dando voce a una figura poco conosciuta, il film racconta l’esperienza di molte. Rosa diventa l’esempio di come le donne oppresse possano riprendere il controllo della propria vita e ridare valore ad essa non tramite la violenza ma emancipandosi e sottraendosi alle soffocanti norme imposte dalla società patriarcale." ; Menzione speciale a La hija de todas las rabias di Laura Baumeister (Nicaragua, Messico) - "Non ho più voglia di giocare, mamma”. Con questa frase si risolve in modo nonviolento il percorso di crescita di una bambina immersa in un mondo dominato dalla violenza economica che non le permette di vivere la sua età. Quest’opera, onirica ma profondamente realista, diventa cocente denuncia sociale attraverso la toccante esperienza della bambina."
- Premio Interfedi per il rispetto delle minoranze e per la laicità (Chiesa Valdese e Comunità Ebraica di Torino): I sogni abitano gli alberi, regia di Marco Della Fonte (Regno Unito) - "Una storia intensa e coinvolgente nella quale il regista e i due protagonisti riescono mirabilmente a indicarci l’amore come motore dell’emancipazione dalla condizione di emarginazione, pregiudizio e discriminazione, evocando il valore anche simbolico della natura e della spiritualità."[29][30][31]

### Premi speciali
- Premio Stella della Mole: Malcolm McDowell[32][33]
- Premio Speciale Fondazione CRT: Marina Cicogna[34]

## Luoghi
- Accademia delle Scienze[35]
- Cavallerizza Reale (“Casa Festival”, Lounge, Media Center)[36][37]
- Cinema Centrale Arthouse[38]
- Cinema Massimo[39] (dialogo con Alice Filippi e Marco Ponti[40])
- Cinema Romano, nella Galleria Subalpina[41]
- Circolo dei Lettori, nel Palazzo Graneri della Roccia[35]
- ex Accademia di Artiglieria[42]
- Gallerie d’Italia – Torino, in Piazza San Carlo[43] (Pop screen, a cura di Luca Beatrice[44]; incontro con Alice Rohrwacher[45]; proiezione della pellicola Morire gratis di Sandro Franchina, introdotta da Steve Della Casa e Luca Beatrice[46])
- Grattacielo Intesa Sanpaolo (dialogo con Steve Della Casa, David Grieco e Malcolm McDowell su Pier Paolo Pasolini; confronto, al termine della proiezione di un documentario su tale figura, con la produttrice Didi Gnocchi)[44]
- Greenwich Village, in Via Po[47]
- Istituto Tecnico Industriale Statale Amedeo Avogadro[48]
- Mole Antonelliana[43]
- Multisala Reposi, in Via XX Settembre (proiezione La bella stagione di Marco Ponti, alla presenza di Gianluca Vialli e Roberto Mancini)[49]
- Murazzi del Po Ferdinando Buscaglione[28]
- Museo della Radio e della Televisione, del Centro di Produzione Rai[50][51][52]
- Palazzo dell’Università (convegno “Fare” l’attore. Percorsi e dialoghi su formazione e recitazione; evento centrale un dialogo con l’attrice Sonia Bergamasco)[53]
- Palazzo Saluzzo di Paesana[54]
- sede Fondazione CRT (consegna Premio speciale a Marina Cicogna)[34]
- Teatro Astra (dialogo con Paolo Sorrentino sul ruolo del teatro nella sua filmografia; moderano il regista Andrea De Rosa e Steve Della Casa)[55]
- Teatro Regio (cerimonia di apertura; talk show con Pilar Fogliati, Noemi, Malcolm McDowell, Francesco De Gregori, John Vignola, Samuel, David Grieco, Vincenzo Mollica)[4][8][9][10]
- Unione Industriali Torino[43]